# Арендал (комуна)
58°28′00″ пн. ш. 8°46′00″ сх. д. / 58.466666666667° пн. ш. 8.7666666666667° сх. д.
Арендал (норв. Arendal) — комуна у фюльке Агдер, Норвегія (давніше — у фюльке Еуст-Агдер). Адміністративний центр — місто Арендал. 

## Населення
Згідно з даними за 2005 рік, у комуні мешкало 39 676 ос. Густота населення становила 145,66 осіб/км². За населенням комуна посідає 19-тє місце у Норвегії.
| населення станом на 1 січня 2005 |         |          |        |
|                                  | жінки   | чоловіки | разом  |
| ос.                              | 19 616  | 20 060   | 39 676 |
| %                                | 49,44 % | 50,56 %  | 100 %  |

| освіченість населення станом на 1 жовтня 2004 |           |         |         |          |
|                                               | початкова | середня | вища    | невідомо |
| ос.                                           | 5334      | 18 754  | 6983    | 632      |
| %                                             | 16,82 %   | 59,16 % | 22,03 % | 1,99 %   |

## Освіта
Згідно з даними на 1 жовтня 2004 року в комуні було 18 початкових шкіл (норв. grunnskolar), у яких навчалися 5 262 учні.